# 諾克斯城 (密蘇里州)
諾克斯城（英語：Knox City）是位於美國密蘇里州諾克斯縣的城市。

## 人口
根據2020年美國人口普查的數據，諾克斯城的面積為0.55平方千米，皆為陸地。當地共有人口191人，而人口密度為每平方千米347人。